# Katzekratz
Katzekratz (Originaltitel: Catscratch) ist eine US-amerikanische Zeichentrickserie von 2005. Sie wurde von Doug TenNapel auf Basis seines Comicalbums Gear von 1998 entwickelt.

## Inhalt
Die Serie handelt von den drei Katzenbrüdern Waffle, Mr. Blik und Gordon, die von ihrer verstorbenen Besitzerin Lady Edna Cramdilly deren Villa und ihr gesamtes Vermögen erben. Dabei sind die drei Kater ganz und gar nicht für das noble Leben geboren.

### Figuren
Mr. Blik ist der vornehme und zugleich egoistische und selbstverliebte der drei Brüder. Er hält sich für den Größten und will immer an erster Stelle stehen. Besonders Waffle macht ihm mit seiner Dummheit zu schaffen.
Gordon Quid ist ziemlich verfressen und fett, gleichzeitig aber sehr loyal. Seinen großen Mut beweist er, als er den „Großen Kraken“ besiegt. Seine Leibspeise ist Hummer und sein Herz gehört dem Menschenkind Kimberly, das nebenan wohnt.
Waffle ist der kindliche und scheinbar dümmste der Brüder. Er besitzt jedoch mathematisches Grundwissen und Kombinationsvermögen. Zudem ist er in der Lage, Wissen in lexikonartiger Form wiederzugeben. Er kommt gut mit Tieren aus und freundet sich schnell mit anderen an. Er besitzt drei Molche.
Hovis ist der Butler der Villa und ziemlich unzufrieden damit, dass die Katzen sein neuer Herr wurden. Dennoch behält er immer seine Würde, egal was mit ihm geschieht. An seinem Geburtstag erfahren die drei Katzen, dass er früher ein berühmter Rocksänger war.
Kimberly ist ein etwa acht Jahre altes Mädchen aus der Nachbarschaft. Sie ist gut befreundet mit Gordon, der sie vergöttert. Sie ist fest davon überzeugt, dass es Einhörner gibt und ist Mitglied des Einhorn-Clubs.
Randell ist ein wiederkehrender Bär, der in der Regel einen Antagonisten zu den Katzen spielt.

## Produktion und Veröffentlichung
Die Serie wurde 2005 von den Nickelodeon Studios unter der Regie von Mike Girard produziert. Grundlage war ein Entwurf von Douglas TenNapel, der auch das Drehbuch schrieb. Die Erstausstrahlung erfolgte vom 9. Juli 2005 bis zum 10. Februar 2007 bei Nickelodeon in den USA. Die deutsche Fassung wurde erstmals vom 19. August bis zum 26. November 2006 durch Nickelodeon gesendet. Später wurde sie auf dem Programmfenster Nick nach acht und dem Pay-TV-Sender NickToons sowie beim Programmblock Nicknight wiederholt.
Die Serie wurde unter anderem auch ins Spanische, Französische und Finnische übersetzt.

## Synchronisation
Die deutsche Synchronisation wurde von TV+Synchron in Berlin hergestellt.
| Rolle                 | Englischer Sprecher | Deutscher Sprecher |
| --------------------- | ------------------- | ------------------ |
| Mr. Blik              | Wayne Knight        | Jörg Hengstler     |
| Gordon Quid           | Rob Paulsen         | Lutz Schnell       |
| Waffle                | Kevin McDonald      | Bernhard Völger    |
| Hovis                 | Maurice LaMarche    | Helmut Gauß        |
| Menschenkind Kimberly | Liliana Mumy        | Cathlen Gawlich    |
| Tad                   | John DiMaggio       | Julien Haggège     |
| Katilda               | Hynden Walch        | Tanja Geke         |